# Onthophagus strictestriatus
Onthophagus strictestriatus là một loài bọ cánh cứng trong họ Bọ hung (Scarabaeidae).